# Campeonato Carioca de Futebol de 1994
O Campeonato Carioca de Futebol de 1994 foi a 97.ª edição da principal divisão do futebol no Rio de Janeiro. Neste campeonato o Vasco da Gama sagrou-se tricampeão estadual pela primeira e única vez.
Esta edição teve uma duração reduzida e fórmula diferente das anteriores, devido a Copa do Mundo. 
Em vez dos tradicionais turno e returno, as 12 equipes foram divididas em dois grupos de 6 equipes, com os times jogando entre si. Classificaram-se os dois melhores de cada grupo, sendo a Taça Guanabara disputada em partida única entre os 2 campeões dos grupos. Na ocasião, Vasco e Fluminense fizeram esta partida, sendo Vasco o vitorioso.
O Quadrangular final foi disputado em turno e returno, sendo o campeão o clube que obtivesse maior número de pontos. O campeão da Taça Guanabara iniciou o quadrangular com um ponto de bonificação.
A partida que decidiu o campeonato foi disputada entre Vasco e Fluminense (que já haviam decidido a Taça Guanabara). Detalhe: Vasco e Fluminense jogavam pela vitória para garantir o título e em caso de empate, o título ficaria com o Flamengo. O Botafogo não tinha mais chance de título. Neste jogo brilhou a estrela do atacante Jardel, autor dos dois gols que deram o título ao Vasco.
O Campeonato ainda teve outras partidas históricas, além dessa. No dia 29 de abril de 1994, em uma sexta-feira à noite, por sinal um dia de semana bem diferente do habitual, o Fluminense aplicou uma sonora goleada no Botafogo: 7 a 1. Pouquíssimas pessoas estavam presentes ao Maracanã naquela noite.
Uma marca triste desta edição foi a morte, por acidente de trânsito, do jogador Dener, do Vasco, dois depois depois após o segundo jogo do quadrangular final contra o Fluminense. Outra marca triste foi a morte do piloto Ayrton Senna, que ocorreu antes de Flamengo 1-1 Vasco, oitavo jogo  do quadrangular final. 
A média de público foi de 10.823 torcedores pagantes por jogo.

## Classificação

### 1º Turno (Taça Guanabara)
Os dois primeiros colocados de cada grupo estão classificados para a Fase Final.

#### Grupo A
| Classificação | Classificação | Classificação | Classificação | Classificação | Classificação | Classificação | Classificação | Classificação | Classificação |
| Pos           | Time          | PG            | J             | V             | E             | D             | GP            | GS            | SG            |
| ------------- | ------------- | ------------- | ------------- | ------------- | ------------- | ------------- | ------------- | ------------- | ------------- |
| 1             | Vasco da Gama | 19            | 11            | 8             | 3             | 0             | 15            | 3             | +12           |
| 2             | Flamengo      | 15            | 11            | 6             | 3             | 2             | 23            | 14            | +9            |
| 3             | Bangu         | 14            | 11            | 5             | 4             | 2             | 13            | 6             | +7            |
| 4             | Volta Redonda | 10            | 11            | 3             | 4             | 4             | 9             | 12            | -3            |
| 5             | Madureira     | 10            | 11            | 1             | 8             | 2             | 5             | 4             | +1            |
| 6             | Itaperuna     | 5             | 11            | 2             | 1             | 8             | 10            | 23            | -13           |

#### Grupo B
| Classificação | Classificação | Classificação | Classificação | Classificação | Classificação | Classificação | Classificação | Classificação | Classificação |
| Pos           | Time          | PG            | J             | V             | E             | D             | GP            | GS            | SG            |
| ------------- | ------------- | ------------- | ------------- | ------------- | ------------- | ------------- | ------------- | ------------- | ------------- |
| 1             | Fluminense    | 16            | 11            | 6             | 4             | 1             | 19            | 6             | +13           |
| 2             | Botafogo      | 15            | 11            | 6             | 3             | 2             | 20            | 9             | +11           |
| 3             | Americano     | 11            | 11            | 2             | 7             | 2             | 6             | 8             | -2            |
| 4             | Olaria        | 8             | 11            | 2             | 4             | 5             | 8             | 13            | -5            |
| 5             | America       | 6             | 11            | 1             | 4             | 6             | 7             | 17            | -10           |
| 6             | Campo Grande  | 3             | 11            | 0             | 3             | 8             | 4             | 24            | -20           |

### Decisão da Taça Guanabara
03/04/1994 Vasco da Gama 4-1 Fluminense

### Fase Final
O Vasco da Gama entrou na Fase Final com 2 pontos de bonificação: 1 ponto por ter vencido o Grupo A e mais 1 ponto por ter tido a melhor campanha da Taça Guanabara. O Fluminense entrou na Fase Final com 1 ponto de bonificação por ter vencido o Grupo B.
| Classificação | Classificação | Classificação | Classificação | Classificação | Classificação | Classificação | Classificação | Classificação | Classificação |
| Pos           | Time          | PG            | J             | V             | E             | D             | GP            | GS            | SG            |
| ------------- | ------------- | ------------- | ------------- | ------------- | ------------- | ------------- | ------------- | ------------- | ------------- |
| 1             | Vasco da Gama | 10            | 6             | 3             | 2             | 1             | 9             | 5             | +4            |
| 2             | Flamengo      | 9             | 6             | 4             | 1             | 1             | 10            | 6             | +4            |
| 3             | Fluminense    | 7             | 6             | 2             | 2             | 2             | 12            | 8             | +4            |
| 4             | Botafogo      | 1             | 6             | 0             | 1             | 5             | 4             | 16            | -12           |

## Último jogo do quadrangular final
| 16 de maio | Vasco da Gama  | 2 – 0 | Fluminense | Maracanã, Rio de Janeiro                                                                                           |
|            | Jardel 6', 62' |       |            | Público: 6,121 Renda: Cr$609.580.000,00 Árbitro: Léo Feldman Assistentes: Teodoro Castro Lino e João José Loureiro |

Vasco: Carlos Germano, Pimentel, Alexandre Torres, Ricardo Rocha (Jorge Luiz) e Sídney (Cássio); Leandro, França, William Jardel e Valdir. Técnico: Jair Pereira
Fluminense: Ricardo Cruz, Alfinete, Márcio Costa, Luís Eduardo e Lira; Cláudio, Rogerinho, Wallace e Leonardo (Rogerinho Gallo); Mário Tilico e Ézio. Técnico: Delei

## Premiação
| Campeonato Carioca de 1994  |
| Rio de Janeiro              |
| --------------------------- |
| VASCO Campeão (20.º título) |